# ديدة بانكي (باغستان)
دیدة بانکي (بالفارسية: دیده بانکی) هي قرية تقع في إيران في Baghestan Rural District. يقدر عدد سكانها بـ 247 نسمة بحسب إحصاء 2016.